# インドのカトリック

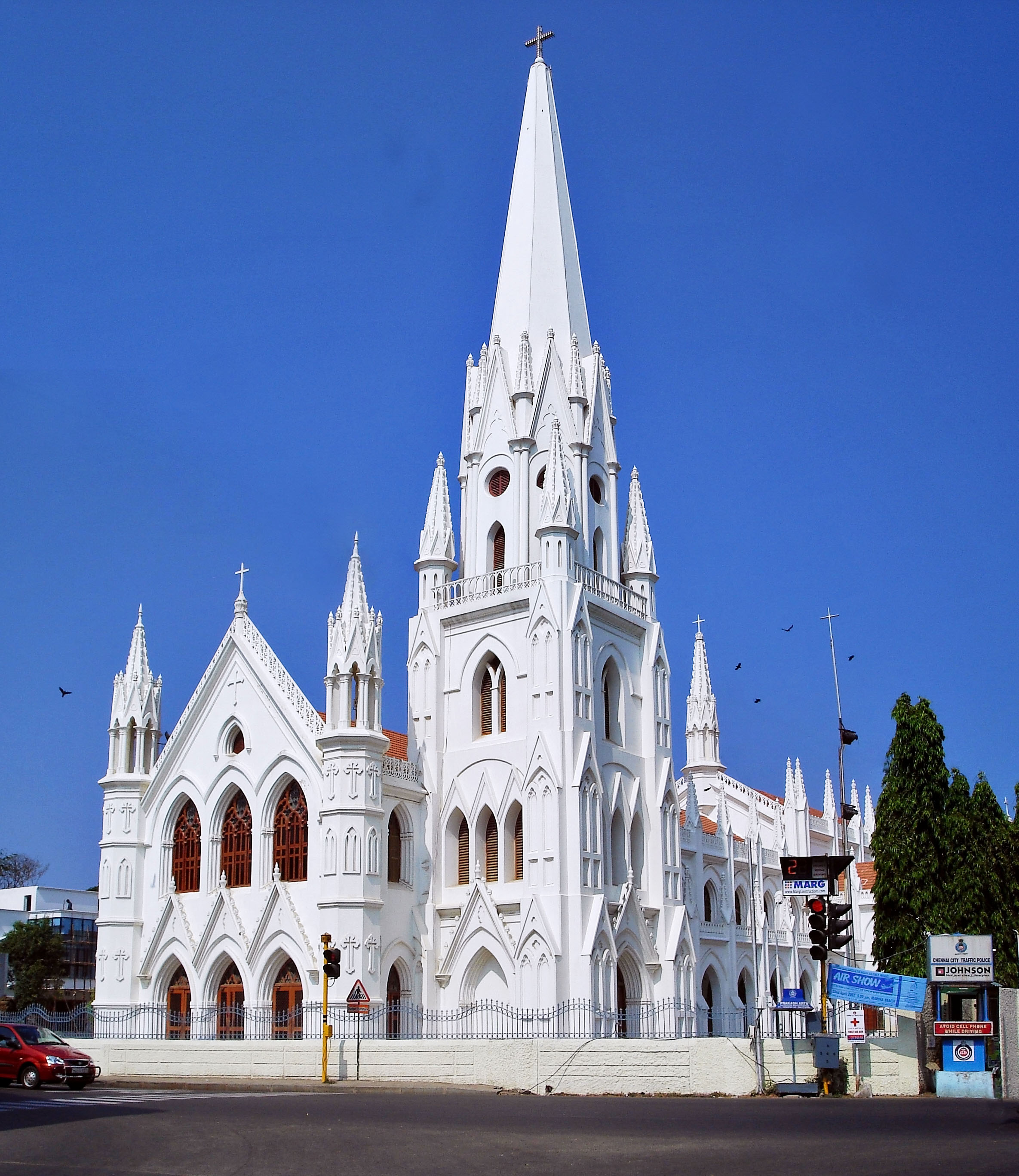
サン・トメ聖堂（チェンナイ）

インドのカトリックでは、インドにおけるカトリック教会について記述する。

## カトリック人口
全人口の約2%、約1730万人がカトリック信徒であるとされている。インドではヒンドゥー教、イスラームに続き、プロテスタント各派、正教会を含めたキリスト教は第3の人口規模を保っており、シーク教やジャイナ教、仏教より人口が多い。

## 歴史
16世紀のヨーロッパでは宗教改革の勢いに、カトリック教会が対抗する形でアジアへの宣教を拡大し、イエズス会がその旗振り役を担った。それまでにもインドには非カルケドン派の教会が存在していたが、彼らと対抗するか、時には非カルケドン派の諸教会をローマ教皇の下に組み込んで東方典礼カトリック教会を形成しつつ宣教が行われた。記録に残る限り、日本人で初めてカトリック教徒となったヤジロウも、ゴアにて洗礼を受けたとされる。
インドにはガマも訪問し、そしてザビエルも1545年に到着した。1558年、ゴア首都大司教区が成立する。1559年にマランカラ・シリア正教会（Malankara Orthodox Syrian Church）をローマ教皇の傘下に入れて東方典礼カトリック教会としたが、1653年にマール・トマ1世主教のもとに独立した。しかし、ローマ・カトリックはこのうち3分の2を再びローマ・カトリックに改宗させる。イタリア人でイエズス会士ロベルト・デ・ノビリも1606年に到着し、布教活動を始めた。
ローマ典礼による教会も開かれている。
インド人ではないが、インドでカトリックの修道女として活動したマザー・テレサの慈善活動は世界中で知られている。